# Эли, Родриго
Родриго Эли (итал. и порт. Rodrigo Ely; род. 3 ноября 1993, Лажеаду) — бразильский и итальянский футболист, центральный защитник клуба «Гремио».

## Клубная карьера
С 2005 по 2010 год выступал за команды молодежного сектора клуба «Гремио». В 2010 году присоединился к молодёжной команде «Милана», где стал основным игроком. За два года в системе «Милана» Эли не сыграл ни единого матча за основную команду и был вынужден перейти в «Реджину» на правах аренды для получения игровой практики.
Дебютировал за «Реджину» в матче Кубка Италии против «Ночерины». В этом матче его команда победила со счетом 1:0, а сам игрок отыграл все 90 минут. Первый гол за «Реджину» забил 6 октября 2012 года в матче против «Новары». За сезон он провёл 30 матчей во всех турнирах и забил 1 гол. После окончания срока аренды вернулся обратно в «Милан», где снова был отдан в аренду.
За новый клуб дебютировал 11 августа 2013 года в матче Кубка Италии против «Виченцы». За сезон он провёл 41 матч во всех турнирах и без забитых голов.
В 2014 году на постоянной основе перешёл в «Авеллино» из Серии B, сыграл за эту команду 35 матчей во всех турнирах.
9 июня 2015 года перешёл в «Милан». Сумма трансфера не разглашается. Контракт был подписан до 2019 года. Дебютировал за «Милан» 23 августа 2015 года в матче Серии А против «Фиорентины». В этом матче он получил красную карточку, а клуб проиграл со счетом 2:0.
1 августа 2017 года заключил четырёхлетний контракт с «Алавесом».

## Карьера в сборной
31 октября 2015 года Родриго Эли получил вызов в олимпийскую сборную Бразилии, которой предстоят два товарищеских матча: 11 ноября с США, а 15 ноября с футбольным клубом «Белен».

## Клубная статистика
| Выступление      | Выступление      | Выступление      | Лига | Лига | Кубки | Кубки | Еврокубки | Еврокубки | Остальные | Остальные | Итого | Итого |
| Клуб             | Лига             | Сезон            | Игры | Голы | Игры  | Голы  | Игры      | Голы      | Игры      | Голы      | Игры  | Голы  |
| ---------------- | ---------------- | ---------------- | ---- | ---- | ----- | ----- | --------- | --------- | --------- | --------- | ----- | ----- |
| Реджина→         | Серия B          | 2012/13          | 27   | 1    | 3     | 0     | 0         | 0         | 0         | 0         | 30    | 1     |
| Реджина→         | Итого            | Итого            | 27   | 1    | 3     | 0     | 0         | 0         | 0         | 0         | 30    | 1     |
| Варезе→          | Серия B          | 2013/14          | 39   | 0    | 2     | 0     | 0         | 0         | 0         | 0         | 41    | 0     |
| Варезе→          | Итого            | Итого            | 39   | 0    | 2     | 0     | 0         | 0         | 0         | 0         | 41    | 0     |
| Авеллино         | Серия B          | 2014/15          | 33   | 0    | 2     | 0     | 0         | 0         | 0         | 0         | 35    | 0     |
| Авеллино         | Итого            | Итого            | 33   | 0    | 2     | 0     | 0         | 0         | 0         | 0         | 35    | 0     |
| Милан            | Серия А          | 2015/16          | 3    | 0    | 1     | 0     | 0         | 0         | 0         | 0         | 4     | 0     |
| Милан            | Итого            | Итого            | 3    | 0    | 1     | 0     | 0         | 0         | 0         | 0         | 4     | 0     |
| Всего за карьеру | Всего за карьеру | Всего за карьеру | 102  | 1    | 8     | 0     | 0         | 0         | 0         | 0         | 110   | 1     |